# グローバルグリーンズ
グローバルグリーンズ（Global Greens）は、世界各国の環境政党が所属する国際組織。2001年にオーストラリアのキャンベラで設立し、最初の憲章としてグローバルグリーンズ憲章が定められた。その憲章にある六原則は以下の通りである。
- エコロジカルな知恵（英語版）
- 社会正義
- 参加型民主主義
- 非暴力
- 持続可能性
- 多様性の尊重

## 参加政党の一例

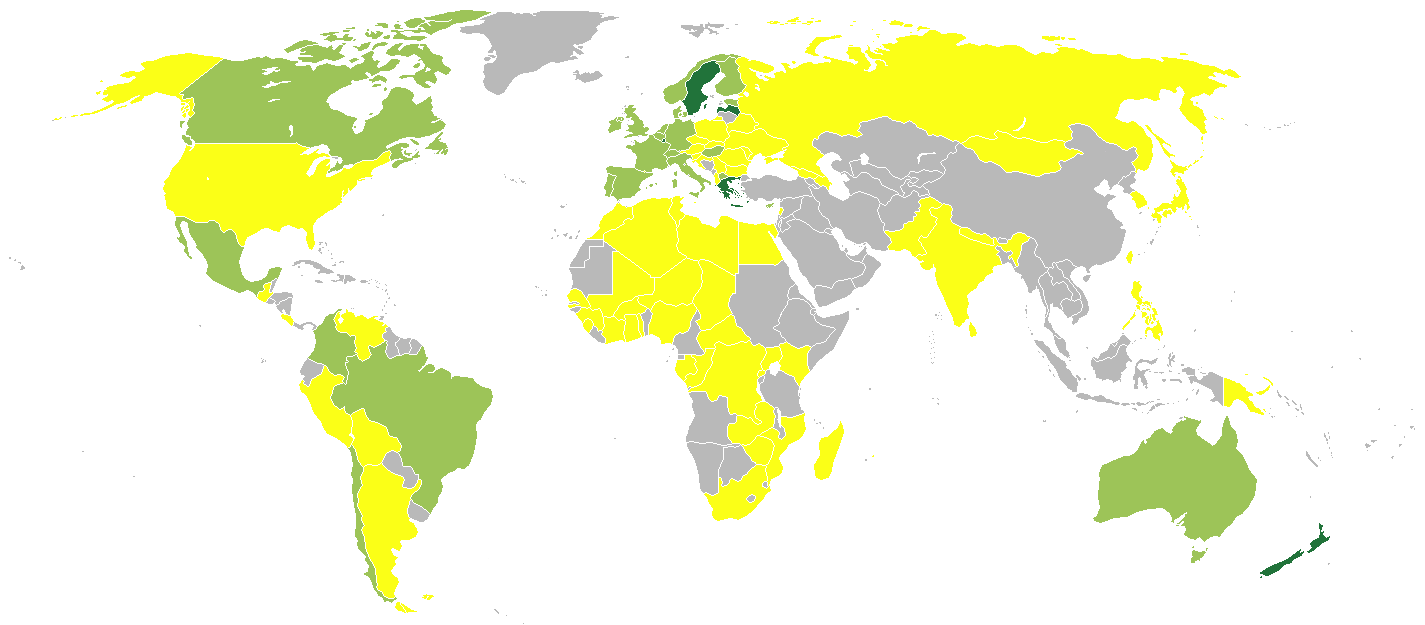
（2018年時点）

### アジア・オセアニア
- 日本 - 緑の党グリーンズジャパン
- 韓国 - 緑色党
- 中華民国（台湾） - 台湾緑党、樹党（英語版）
- モンゴル - 市民の勇気・緑の党
- インド - インド緑の党(India Greens Party)
- パキスタン - パキスタン緑の党（英語版）
- オーストラリア - オーストラリア緑の党
- ニュージーランド - 緑の党

### アフリカ
- エジプト - エジプト緑の党（英語版）
- ケニア - ケニア・マジンジラ緑の党
- セネガル - セネガルエコロジスト集会（英語版）
- チュニジア - 緑チュニジアの党（英語版）
- ベナン - 緑（英語版）
- マダガスカル - マダガスカル緑の党（英語版）
- マリ - マリエコロジスト党（英語版）
- 南アフリカ共和国 - 南アフリカ緑同盟
- ルワンダ - ルワンダ民主緑の党（英語版）

### アメリカ
- アメリカ合衆国 - アメリカ緑の党
- カナダ - カナダ緑の党
- コロンビア - 緑同盟（英語版）
- チリ - 緑エコロジスト党（英語版）
- ブラジル - 緑の党（英語版）
- ベネズエラ - ベネズエラ環境運動（英語版）
- ペルー - ペルー緑新エコロジスト党（英語版）
- メキシコ - 緑の党

### ヨーロッパ
- アイルランド - 緑の党
- アルバニア - アルバニア緑の党（英語版）
- アンドラ - アンドラ緑の党（英語版）
- イギリス - イングランド・ウェールズ緑の党
  -  スコットランド - スコットランド緑の党（英語版）
- イタリア - 緑のヨーロッパ（英語版）
- ウクライナ - ウクライナ緑の党（英語版）
- エストニア - エストニア緑の党（英語版）
- オーストリア - 緑の党
- ジョージア - 緑の党
- スイス - スイス緑の党
- スウェーデン - 緑の党
- スペイン - カタルーニャ緑のイニシアティブ
- スロバキア - 緑の党（英語版）
- スロベニア - スロベニア若者党（英語版）
- チェコ - 緑の党
- ドイツ - 同盟90/緑の党
- ノルウェー - 緑の党
- ハンガリー - 新しい政治の形
- フィンランド - 緑の同盟
- フランス - ユーロップ・エコロジー・緑の党
- ブルガリア - ブルガリア緑の党
- ベルギー
  - エコロ（ワロン地域）
  - フルン（フランデレン地域）
- ポーランド - 緑の党
- マルタ - 民主的選択（英語版）
- モルドバ - エコロジスト緑の党（英語版）
- ラトビア - ラトビア緑の党（英語版）
- ルクセンブルク - 緑（英語版）
- ルーマニア - 緑の党（英語版）
- ロシア - 緑のオルタナティヴ

出典：“Green Parties around the world”.   Global Greens. 2014年7月12日閲覧。

## 関連文献
- 小野一『緑の党　運動・思想・政党の歴史』講談社〈講談社選書メチエ583〉、2014年9月11日。ISBN 978-4-06-258586-6。